# Angra dos Reis (meteorito)
Angra dos Reis é um meteorito que caiu na baía da Ilha Grande, no município brasileiro de Angra dos Reis, em 20 de janeiro de 1869.
Foi o primeiro meteorito da classe dos angritos a ser descoberto, e também o único a ser avistado, ou seja, cuja queda foi testemunhada (os outros foram achados). Foram recuperados dois fragmentos desse meteorito e há indícios de que um terceiro fragmento ainda esteja no fundo da baía. Muito rara, essa classe conta hoje com 22 exemplares confirmados.
Perdido no contexto do incêndio ao Museu Nacional, foi reencontrado nas escavações dos escombros do prédio.

## Histórico
O meteorito Angra dos Reis caiu na baía da Ilha Grande, no município brasileiro de Angra dos Reis, em 20 de janeiro de 1869, sendo o primeiro meteorito da classe dos angritos a ser descoberto. Por conta disso, a classe dos angritos foi batizada com esse nome em sua homenagem.
Mesmo sendo um dos meteoritos mais estudados do mundo devido à sua idade, até hoje, porém, pouco se conhece sobre sua formação. Acredita-se que ele tenha cerca de 4,5 bilhões de anos, e tenha sido formado durante a formação da Via Láctea, quando esta ainda era uma nebulosa de gás.
Com apenas 65 gramas e 4 cm de comprimento - ou seja, uma massa 76 mil vezes menor que o Meteorito do Bendegó - o meteorito Angra dos Reis é o mais valioso da coleção que atualmente se encontra no Museu Nacional. Ele não estava exposto ao público, mas trancado em um armário seguro na sala da curadora da coleção de meteoritos do Museu Nacional, Maria Elizabeth Zucolotto.
O meteorito leva o nome "Angra dos Reis" porque o médico Joaquim Carlos Travassos o avistou caindo, por volta das 5 horas da manhã do dia 20 de janeiro de 1869, em uma Praia em Angra dos Reis. O objeto incandescente caiu no mar da cidade de Angra dos Reis, na praia em frente à Igreja do Bonfim. Travassos ordenou a dois de seus escravos que o acompanhavam para mergulhar e encontrar a pedra. Duas peças foram resgatadas. Um deles, com um quilo e meio, foi confiado ao Juiz de Direito de Angra dos Reis e, posteriormente, doado ao Museu Nacional. O outro, maior, com 6.175 kg, não se sabe ao certo onde foi parar. Acreditava-se que teria sido doado à Igreja Católica em 1888, já que, à época, um meteorito foi dado de presente ao Papa Leão XIII. O que se sabe é que há, de fato, uma rocha com o nome Angra dos Reis em um museu na residência de veraneio do papa, em Castel Gandolfo, perto de Roma. Maria Elizabeth Zucolotto, porém, acredita que o Vaticano tenha sido enganado, já que, segundo ela "o bólido que está lá não é o Angra dos Reis. Nem angrito é, mas sim um meteorito metálico de 13 kg. Não é tão relevante, mas é mais vistoso que o Angra".
Há indícios, também, de que um terceiro fragmento ainda esteja na parte inferior da baía.

### Tentativa de furto em 1997
Por conta de sua preciosidade, ele é alvo de cobiça de caçadores de meteoritos, sendo que em 1997 ele chegou a ser furtado.
Ronald Farrell e Frederick Marselli, mercadores de meteoritos americanos, tiveram o primeiro contato com o meteorito quando foram ao Museu Nacional em 18 de junho de 1997 interessados em comprar ou trocar rochas, algo comum no meio. Eles foram recebidos por um professor, que não conhecia bem o acervo. Os dois manipularam diversos meteoritos, mas foram embora sem fazer negócio.
Dois dias depois, eles voltaram ao Museu e substituíram o Angra dos Reis por outro meteorito de valor infinitamente menor. Maria Elizabeth Zucolotto desconfiou da atitude dos suspeitos, e, ao verificar o meteorito, percebeu que o mesmo havia sido trocado. Ela então ligou para a Polícia Federal, que os encontrou no Aeroporto Internacional do Galeão, no Rio de Janeiro, prontos para embarcar para os Estados Unidos. Segundo a Polícia, os meteoritos estavam escondidos em um sapato dentro da bagagem dos acusados.

### Desaparecimento por conta doIncêndio no Museu Nacional
Quando ocorreu o Incêndio no Museu Nacional em 2018, houve uma preocupação que ele tivesse sido perdido. Alguns dias depois do incêndio, porém, ele foi encontrado, junto a 18 outros.

## Estudos
O Angra dos Reis foi o primeiro meteorito da classe dos angritos a ser descoberta. Os angritos são compostos por minerais forjados apenas nas temperaturas altíssimas do núcleo de planetas. São as rochas magmáticas mais antigas que se conhece, formadas quando o Sistema Solar ainda era uma nuvem de gás e poeira. Por conta disso, para geólogos e astrônomos, o Angra dos Reis, mesmo minúsculo, é um livro cheio de pistas sobre a origem do Sol e dos planetas.
Em mais de um século de pesquisas, o Angra dos Reis foi dividido em pequenas porções. A maior é a que está no Museu Nacional. Outras frações se perderam nos experimentos, ou estão espalhadas em coleções e de posse de pesquisadores.
Segundo Maria Elizabeth Zucolotto, curadora da coleção de meteoritos do Museu Nacional, o Angra dos Reis "tem uma composição rara, quase que inteiramente de um mineral incomum, a fassaita".
Na metade da década de 2010, o Angra foi analisado pelo pesquisador Huapei Wang, do MIT, nos EUA, que objetivava investigar o comportamento do campo magnético que existia no disco de gás e poeira do sistema solar. Medindo minúsculos campos magnéticos preservados em angritos, é possível calcular o comportamento dessa nuvem primordial. Seu estudo foi publicado na revista Science, no início de 2017.